# Goodbye Yellow Brick Road
《Goodbye Yellow Brick Road》는 1973년 10월 5일, DJM 레코드에 의해 더블 음반으로 처음 발매된 영국의 가수, 피아니스트, 작곡가 엘튼 존의 일곱 번째 스튜디오 음반이다. 이 음반은 전 세계적으로 2천만 장 이상 팔렸고 존의 걸작으로 널리 여겨진다. 17개의 트랙 중 이 음반에는 히트곡 〈Candle in the Wind〉, 미국 1위 싱글 〈Bennie and the Jets〉, 〈Goodbye Yellow Brick Road〉, 〈Saturday Night's Alright for Fighting〉 그리고 〈Funeral for a Friend/Love Lies Bleeding〉이 포함되어 있다.
프랑스 샤토 데 에루빌의 미셸 마그네 스튜디오에서 녹음된 이 음반은 존과 그의 밴드가 현지에서 영감을 얻으면서 더블 LP가 되었다. 이 음반은 2003년 그래미 명예의 전당에 올랐으며, 다양한 순위에서 여전히 높은 평가를 받고 있다. 《롤링 스톤》이 선정한 2020년 "역사상 가장 위대한 음반 500장" 목록에서 112위에 올랐다.

## 발매 및 평가
| 평가 점수        | 평가 점수      |
| 출처             | 점수           |
| ---------------- | -------------- |
| AllMusic         | [ 7 ]          |
| Robert Christgau | (B)            |
| Rolling Stone    | (unfavourable) |
| Rolling Stone    | (2004)         |
| Slant Magazine   | [ 11 ]         |

이 음반은 1973년 10월 5일 더블 LP로 발매되었으며, 일러스트레이터 이언 벡이 포스터 속으로 들어가는 존을 묘사한 커버 아트가 포함되어 있다. 이 음반은 빌보드 200에서 17위로 데뷔했으며 차트 4주차에 빠르게 1위로 올라섰고, 8주 연속 1위를 차지했다. 이 음반은 1974년 미국에서 가장 많이 팔린 음반이었다. 이 음반에 앞서 리드 싱글인 〈Saturday Night's Alright for Fighting〉이 영국에서 7위, 미국에서 12위를 차지했다. 다음 싱글인 〈Goodbye Yellow Brick Road〉는 영국에서 6위, 미국에서 2위를 차지했다. 〈Bennie and the Jets〉는 미국에서 싱글로 발매되었으며, 1974년 빌보드 핫 100에서 일주일 동안 1위를 차지했다. 그리고 영국에서 발매된 마지막 싱글인 〈Candle in the Wind〉는 11위를 차지했다.
원래 1973년 LP는 두 개의 디스크로 발매된 반면, 1992년과 1995년 CD 리마스터는 음반이 80분이 채 되지 않아 한 디스크에 넣었다. 30주년 기념 에디션은 원래 형식을 따랐고, 보너스 트랙을 포함할 수 있도록 음반을 두 개의 디스크로 나누었고, 음반 제작에 대한 DVD도 포함되었다. 이 음반은 모바일 피델리티에 의해 24 캐럿 골드 CD 싱글 디스크로도 발매되었다. 음반(4개의 보너스 트랙 모두 포함)은 SACD (2003년), DVD 오디오 (2004년), 블루레이 오디오 (2014년)로 발매되었다. 이러한 고해상도 발매에는 오리지널 스테레오 믹스와 그레그 페니가 제작하고 엔지니어링한 5.1 리믹스가 포함되었다.
《Goodbye Yellow Brick Road》는 존의 베스트 음반 중 하나로 널리 알려져 있으며, 가장 인기 있는 음반 중 하나이다.
미국에서는 1973년 10월 12일에 골드 인증을 받았고, 1993년 3월에 5배 플래티넘 인증을 받았고, 결국 2014년 2월에 미국 음반 산업 협회에 의해 8배 플래티넘 인증을 받았다.

## 곡 목록
모든 곡들은 엘튼 존과 버니 토핀에 의해 작사/작곡하였다.
| #  | 제목                                        | 재생 시간 |
| -- | ------------------------------------------- | --------- |
| 1. | 〈Funeral for a Friend/Love Lies Bleeding〉 | 11:09     |
| 2. | 〈Candle in the Wind〉                      | 3:50      |
| 3. | 〈Bennie and the Jets〉                     | 5:23      |

| #  | 제목                          | 재생 시간 |
| -- | ----------------------------- | --------- |
| 1. | 〈Goodbye Yellow Brick Road〉 | 3:13      |
| 2. | 〈This Song Has No Title〉    | 2:23      |
| 3. | 〈Grey Seal〉                 | 4:00      |
| 4. | 〈Jamaica Jerk-Off〉          | 3:39      |
| 5. | 〈I've Seen That Movie Too〉  | 5:59      |

| #  | 제목                                     | 재생 시간 |
| -- | ---------------------------------------- | --------- |
| 1. | 〈Sweet Painted Lady〉                   | 3:54      |
| 2. | 〈The Ballad of Danny Bailey (1909–34)〉 | 4:23      |
| 3. | 〈Dirty Little Girl〉                    | 5:00      |
| 4. | 〈All the Girls Love Alice〉             | 5:09      |

| #  | 제목                                                   | 재생 시간 |
| -- | ------------------------------------------------------ | --------- |
| 1. | 〈Your Sister Can't Twist (but She Can Rock 'n Roll)〉 | 2:42      |
| 2. | 〈Saturday Night's Alright for Fighting〉              | 4:57      |
| 3. | 〈Roy Rogers〉                                         | 4:07      |
| 4. | 〈Social Disease〉                                     | 3:42      |
| 5. | 〈Harmony〉                                            | 2:46      |

## 인증
| 국가                                                            | 인증         | 판매량/출하량 |
| --------------------------------------------------------------- | ------------ | ------------- |
| 오스트레일리아 (ARIA) original release                          | 10× 플래티넘 | 500,000^      |
| 오스트레일리아 (ARIA) re-release                                | 3× 플래티넘  | 210,000       |
| 캐나다 (뮤직 캐나다)                                            | 2× 플래티넘  | 200,000^      |
| 덴마크 (IFPI Danmark)                                           | 골드         | 10,000        |
| 뉴질랜드 (RMNZ)                                                 | 플래티넘     | 15,000^       |
| 영국 (BPI) 1973 release                                         | 플래티넘     | 300,000^      |
| 영국 (BPI) 2014 release                                         | 2× 플래티넘  | 600,000       |
| 미국 (RIAA)                                                     | 8× 플래티넘  | 8,000,000^    |
| ^출하량을 기반으로 한 인증 · 판매량+스트리밍을 기반으로 한 인증 |              |               |